# Filip III. Makedonski
Filip III. Arhidej (starogrško starogrško Φίλιππος Γ΄ ὁ Ἀρριδαῖος, Fílippos G΄ o Arridaíos) je bil po smrti Aleksandra Velikega po 11. juniju 323 pr. n. št. do svoje smrti kralj Makedonije, * okoli 359 pr. n. št., † 25. december 317 pr. n. št.
Bil je sin kralja Filipa II. Makedonskega in Filine Lariške in starejši polbrat Aleksandra Velikega. Ob rojstvu je dobil ime Arhidej, po prihodu na prestol pa se je preimenoval v Filipa. Domneva se, da je bil duševno zaostal in da je bil kralj samo formalno, v njegovem imenu pa so vladali različni regenti. 
Po Plutarhu ni bil slaboumen od rojstva. Takšen je postal zaradi strupa, ki mu ga je dajala mačeha Olimpijada Epirska, da bi makedonski prestol pripadel njenemu sinu Aleksandru. Aleksander ga je imel rad, ga vodil s seboj na pohode in ga ščitil pred pretendenti za makedonski prestol. 
Po Aleksandrovi smrti leta 323 pr. n. št. so njegovi telesni stražarji v kraljevi palači v Babilonu sklicali Aleksandrove najboljše prijatelje in generale. Perdik je dan pred Aleksandrovo smrtjo od njega dobil kraljevski prstan, vendar ga je snel in predlagal, da med seboj izberejo enega ali več vodij, ki bodo vladali, dokler Roksana ne rodi bodočega kralja. Zbrani so za naslednika izbrali Perdika, čemur so nasprotovali general Meleager in njegova pehota. Meleager je vešče manipuliral s slaboumnim kraljem in hlinil njegovega telesnega stražarja. Zbor je nazadnje sklenil kompromis in odločil, da bo Perdik regent cesarstva, Filip III. in nerojeni Aleksandrov otrok pa bosta sovladarja. Za Filipovega varuha je bil uradno imenovan general Krater, vendar je bil Filip pod stalnim Perdikovim nadzorom. Spremljal ga je celo na pohodu v Kapadokijo in kasneje v Egipt.
Ko se je v Makedoniji izvedelo, da je kralj postal Filip III., je hčerka Filipa II. Kinana takoj odpotovala v Azijo, da bi Filipu ponudila roko svoje hčerke Evridike. Kinana je s svojo ponudbo obšla regenta Perdiko, ki je zato ukazal svojemu bratu Alketi, da jo umori. Vojska je bila zaradi umora zelo nezadovoljna in prisilila Perdika, da je odobril Evridikino poroko z novim kraljem. Po poroki je Filip prišel pod popoln nadzor svoje žene. 
Kmalu zatem se je začel spor z Olimpijado Epirsko, ki se je proti njima povezala z epirskim kraljem Eakidom. V spopadih sta bila Evridika in Filip poražena in ubita, Filip 25. decembra 317 pr. n. št.

## Grob
Leta 1977 so med izkopavanji v bližini Vergine odkrili dvokomorno kraljevo grobnico s skoraj popolnoma ohranjenim mokim okostjem. Glavni arheolog Manolis Andronikos in številni drugi arheologi so okostje pripisali Filipu II. Drugi arheologi so njihovo mnenje izpodbijali in okostje pripisali Filipu Arhideju.
| Filip III. Makedonski Argejska dinastijaRojen: 359 pr. n. št. Umrl: 317 pr. n. št. |                                                  |                           |
| Vladarski nazivi                                                                   |                                                  |                           |
| Predhodnik: Aleksander Veliki                                                      | Kralj Makedonije 323 pr. n. št. – 317 pr. n. št. | Naslednik: Aleksander IV. |
| Predhodnik: Aleksander Veliki                                                      | Kralj Azije 323 pr. n. št. – 317 pr. n. št.      | Naslednik: Aleksander IV. |
| Predhodnik: Aleksander Veliki                                                      | Faraon Egipta 323 pr. n. št. – 317 pr. n. št.    | Naslednik: Aleksander IV. |